# يويتشي ميزوتاني
يويتشي ميزوتاني (باليابانية: 水谷 雄一) (26 مايو 1980 في طوكيو في اليابان – )؛ هو لاعب كرة قدم ياباني سابق كان يلعب كحارس مرمى.

## وصلات خارجية
- يويتشي ميزوتاني على موقع رابطة كرة القدم اليابانية للمحترفين (اليابانية)
- يويتشي ميزوتاني على موقع قاعدة بيانات كرة القدم.إي يو (الإنجليزية)
- يويتشي ميزوتاني على موقع Soccerway.com (الإنجليزية)
- يويتشي ميزوتاني على موقع عالم كرة القدم.نت (الإنجليزية)